# Avril Williams
Avril Percy Williams (Paarl, 10 febbraio 1961) è un ex rugbista a 15 sudafricano, tre quarti ala; fu il secondo giocatore coloured a indossare la maglia degli Springbok in pieno apartheid dopo Errol Tobias; il terzo dopo di lui fu suo nipote Chester Williams.

## Biografia
Facente parte della selezione provinciale di Currie Cup del Western Province, Avril Williams divenne famoso per essere stato, nel 1984, in pieno regime di apartheid vigente in Sudafrica, il secondo giocatore di colore in assoluto a vestire la maglia degli Springbok.
Avvenne nel corso di un test match contro l'Inghilterra, e Williams fu schierato insieme a Errol Tobias, altro coloured che aveva esordito nel 1981 e che disputava, nell'occasione, il suo terzo incontro internazionale.
Furono due in totale gli incontri di Avril Williams in Nazionale, entrambi contro l'Inghilterra.
Solo nove anni più tardi, una volta terminato l'apartheid, fu possibile vedere un altro coloured schierato negli Springbok e singolarmente si trattò del nipote di Avril Williams, Chester Williams, che vinse la Coppa del Mondo di rugby 1995.